# Muzej Afrasiab v Samarkandu
Muzej Afrasiab v Samarkandu (Afrosiyob-Samarqand shahar tarixi muzeyi) je muzej na arheološkem najdišču Afrasiab, enem največjih arheoloških najdišč na svetu in starodavnem mestu, ki so ga Mongoli uničili v začetku 13. stoletja. Muzejska stavba in arheološko najdišče sta v severovzhodnem delu mesta Samarkand v srednjeazijski državi Uzbekistan. Nosi ime po Afrasiabu, mitološkem kralju in junaku iz Turana. Stalna razstava Muzeja Afrasiab se osredotoča na zgodovino samega mesta in okoliške regije. Muzejsko stavbo je leta 1970 zasnoval armenski arhitekt Bagdasar Arzumanjan, v času, ko je bila Uzbekistanska sovjetska socialistična republika še del Sovjetske zveze. Odprtje muzeja je bilo posvečeno 2500. obletnici ustanovitve mesta Samarkand. Muzej je tematsko razdeljen na pet sob, posvečenih različnim obdobjem življenja v utrdbi Afrasiab. Thematically, the museum is divided into five rooms dedicated to different periods of life in the fort of Afrasiyab.
Muzej je bil zasnovan kot prostor, ki bo delil zgodbo o ustanovitvi mesta Samarkand, njegovi poznejši zgodovini, pa tudi o naselitvi Afrasiaba. Muzej ponuja različne eksponate, vključno z artefakti, najdenimi med izkopavanji v Afrasiabu in Samarkandu, temveč tudi v širši regiji. Med artefakti so ostanki starodavnih mečev, kostnic, nožev in drugih ostrih predmetov, puščic, kovancev, keramike, starodavnih rokopisov in knjig, kipov in drugih starodavnih predmetov vsakdanjega življenja. Muzejska razstava je sestavljena iz več kot 22.000 edinstvenih eksponatov. Med pomembne eksponate spadajo edinstveno ohranjene freske iz palače Samarkand v Afrasiabu, ki pripadajo obdobju dinastije Ikhšid od 7. do 8. stoletja.
Decembra 2015 je bil v okviru kulturnega sodelovanja med Uzbekistanom in Azerbajdžanom v muzeju Afrasiab odprt azerbajdžanski paviljon. Azerbajdžanski paviljon razstavlja predmete, ki predstavljajo zgodovino in kulturo Azerbajdžana, primerke materialne kulture, narodna oblačila, vključno s klobuki in kalagaji, knjige o kulturi in azerbajdžanski tradiciji tkanja preprog.
Glavni članek: Afrasiabsko slikarstvo

## Artefakti
- Podolgovata lobanja, izkopana v Samarkandu, 600–800 n. št.
- Detajl fresk, ki jih je naročil samarkandski kralj Varkhuman
- Starodavne freske, odkrite v arheološkem najdišču Afrasiab
- Krožnik iz obdobja Timuridov